# Serruria scariosa
Serruria scariosa är en tvåhjärtbladig växtart som beskrevs av Robert Brown. Serruria scariosa ingår i släktet Serruria och familjen Proteaceae. Inga underarter finns listade i Catalogue of Life.